# Alex Meneses
Alexandra Estella DeAnna Meneses (* 12. Februar 1965 in Chicago, Illinois) ist eine US-amerikanische Schauspielerin.

## Leben
Meneses wurde 1965 in Chicago als Alexandra Estella DeAnna Meneses geboren. Ihr Vater hat mexikanische und ihre Mutter ukrainische Vorfahren. Während der Highschool lernte sie am Theater Schauspielerei. Nach ihrem Abschluss modelte sie in Mailand, Italien. Zwei Jahre später zog sie nach Los Angeles und besuchte das Lee Strasberg Theatre and Film Institute um sich der Schauspielerei zu widmen. Im Dezember 2004 heiratete sie John H. Simpson.

## Karriere
Meneses begann in kleinen Produktionen und stand 1994 das erste Mal vor der Kamera. Es folgten Auftritte in Fernsehfilmen wie Amanda und der Außerirdische und Gun Power, bevor sie 1996 in der Serie Nachtschicht mit John in einer Folge mitspielte und im Jahr darauf einen Gastauftritt in der Sitcom Friends hatte. Im gleichen Jahr hatte sie eine Nebenrolle in dem Filmdrama Selena – Ein amerikanischer Traum als Sara, worin Jennifer Lopez die Hauptrolle erhielt. In der Arztserie Dr. Quinn – Ärztin aus Leidenschaft verkörperte sie in elf Folgen den Charakter Teresa. Im Jahr 2000 spielte sie u. a. die Rolle der Roxie in der Komödie Die Flintstones in Viva Rock Vegas. Danach folgten Auftritte in Serien wie CSI: Miami, Prison Break, Psych und CSI: Den Tätern auf der Spur.

## Filmografie (Auswahl)
- 1995: Amanda und der Außerirdische (Amanda & the Alien, Fernsehfilm)
- 1995: Gun Power (The Immortals)
- 1996: Nachtschicht mit John (The John Larroquette Show, Fernsehserie, Folge 3x10 Ring of Fire)
- 1997: Friends (Fernsehserie, Folge 3x11 The One Where Chandler Can't Remember Which Sister)
- 1997: Selena – Ein amerikanischer Traum (Selena)
- 1997–1998: Dr. Quinn – Ärztin aus Leidenschaft (Dr. Quinn, Medicine Woman, Fernsehserie, elf Folgen)
- 2000: Die Flintstones in Viva Rock Vegas (The Flintstones in Viva Rock Vegas)
- 2000–2006: Alle lieben Raymond (Everybody Loves Raymond, Fernsehserie, sechs Folgen)
- 2001: Allein unter Nachbarn (The Hughleys, Fernsehserie, vier Folgen)
- 2002: Auto Focus
- 2004: Navy CIS (Fernsehserie, Folge 1x20 Missing)
- 2006: CSI: Miami (Fernsehserie, Folge 5x01 Rio)
- 2007: Prison Break (Fernsehserie, Folge 2x20 Panama)
- 2008: Psych (Fernsehserie, 2x13 Lights, Camera... Homicidio)
- 2008: CSI: Den Tätern auf der Spur (CSI: Crime Scene Investigation, Fernsehserie, Folge 9x04 Let It Bleed)
- 2009: Fire from Below – Die Flammen werden dich finden (Fire from Below)
- 2009: Wrong Turn at Tahoe
- 2010: Outlaw (Fernsehserie, 1x08 In Re: Tony Mejia)
- 2010: Gigantic (Fernsehserie, zwei Folgen)
- 2015: Austin & Ally (Fernsehserie, 4x04 Seniors and Señors)
- 2015–2016: Telenovela (Fernsehserie, elf Folgen)
- 2017: Stoned – Volle Dröhnung voraus (Ripped)
- 2017: Jane the Virgin (Fernsehserie, drei Folgen)
- 2017: Ripped
- 2018: Unorganized Crime (Fernsehfilm)
- 2019: The Wall of Mexico
- 2019: Why Women Kill (Fernsehserie, 1x08 Marriages Don't Break Up on Account of Murder – It's Just a Symptom That Something Else Is Wrong)
- 2021: Walker (Fernsehserie, drei Folgen)